# Пословы
Пословы — деревня в Шурышкарском районе Ямало-Ненецкого автономного округа России.

## География
Расположена на впадении протоки Пословская в обскую протоку Мояхтас. 
Находится в 214 км к юго-западу от Салехарда и в 84 км к юго-востоку от районного центра — села Мужи.
В селении одна улица — Береговая. Площадь 23 га.

## Население
| 1989 | 2002 | 2010 | 2021 |
| ---- | ---- | ---- | ---- |
| 51   | ↘39  | ↘36  | ↘16  |

Население на начало 2015 года — 53 человека.
Плотность населения в существующих границах селения на 2015 год составляет 230 чел./кв. км.
Основное население — ханты (92 % по переписи 2002 года).

## История
С 2005 до 2022 гг. деревня входила в Азовское сельское поселение, упразднённое в 2022 году в связи с преобразованием муниципального района в муниципальный округ.

## Транспорт и экономика
Водный транспорт по реке Обь.
Основная отрасль — рыболовство.

## Инфраструктура
Дизельная электростанция в д. Пословы мощностью 30 кВт. Электроснабжение потребителей осуществляется от ДЭС по воздушным ЛЭП 0,4 кВ. Система электроснабжения выполнена по магистральной и радиальной схемам. Общая протяженность ЛЭП 0,4 кВ в границах д. Пословы составляет 1,2 км.
Система теплоснабжения д. Пословы децентрализованная. Теплоснабжение объектов жилой и общественно-деловой застройки осуществляется от индивидуальных котлов и печек.
На территории д. Пословы централизованная система водоснабжения отсутствует. Водоснабжение — забор воды из протоки.
В д. Пословы объектов промышленного, коммунально-складского назначения, сельского хозяйства не выявлено.